# Желни (Калузька область)
Желни (рос. Желны) — присілок в Куйбишевському районі Калузької області Російської Федерації.
Населення становить 76 осіб. Входить до складу муніципального утворення Село Жерелево.

## Історія
Від 2004 року входить до складу муніципального утворення Село Жерелево.

## Населення
| 2002 | 2010 |
| ---- | ---- |
| 109  | ↘76  |